# جيمي روبرتس (ملحن)
جيمي روبرتس (بالإنجليزية: Jimmy Roberts)‏ هو ملحن أمريكي، ولد في القرن العشرين.

## وصلات خارجية
- جيمي روبرتس على موقع ميوزك برينز (الإنجليزية)
- جيمي روبرتس على موقع ديسكوغز (الإنجليزية)